# روبرت سويل
روبرت سويل (بالإنجليزية: Robert Sowell)‏ هو لاعب كرة قدم أمريكية أمريكي، ولد في 23 يونيو 1961 في كولومبوس في الولايات المتحدة، وتوفي في 22 يونيو 2015 في تامبا في الولايات المتحدة.